# Totem (Kalapács-album)
A Totem a Kalapács zenekar harmadik nagylemeze, amely 2003-ban jelent meg. A zenekar első, saját dalokat tartalmazó lemezét, az Ösztönt jól fogadta mind a szakma, mind a rajongók, így a lendületet megőrizve a Kalapács zenekar új nagylemezt készített, amely ugyancsak remek visszhangot kapott. Az album legkedveltebb száma a Bűnöm a rock, a Kalapács koncertek állandó felvonása.

## Az album dalai
1. Totem - 3:45
2. Őszintén - 4:46
3. Bűnöm a rock - 4:11
4. Nincs baj - 3:25
5. Kezdj új életet - 4:14
6. Sebek - 4:22
7. Korcs - 4:17
8. Nyomom a gázt - 3:46
9. Vedd el! - 4:01
10. Az igazság nekem is jár - 5:03
11. Hátulról - 3:27
12. Viszlát - 5:18

## Közreműködők
- Kalapács József - ének
- Beloberk Zsolt - dob
- Beloberk István - basszusgitár
- Sárközi Lajos - gitár
- Weisz László - gitár
- Szövegek: Vadon János és a Kalapács zenekar
- Hangmérnök: Küronya Miklós
- Zenei rendező: Weisz László
- Produkciós vezető: Hartmann Kristóf